# Francisco Urroz
Francisco Urroz Martínez (Higuerote, 14 dicembre 1920 – Concón, 22 gennaio 1992) è stato un calciatore cileno, di ruolo portiere.

## Carriera
Prese parte con la Nazionale cilena nei Campeonati sudamericani del 1947 e del 1949 e ai Mondiali del 1950.